# 八倉伊佐夫
八倉 伊佐夫（やくら いさお、1959年2月17日- ）は、元競輪選手。京都府京都市出身。日本競輪学校第42期卒業。現役時は日本競輪選手会京都支部所属。師匠は森島清太（京都・8期）。ホームバンクは京都向日町競輪場。

## 戦績
京都市立衣笠小学校、京都市立衣笠中学校を経て、京都商業高等学校（現・京都学園高校）在学中は相撲部に所属。1975年度インターハイ個人ベスト8（相撲）。1976年度京都相撲選手権個人優勝。
卒業時に日本競輪学校の適性試験を受験して合格し第42期生として入学。同期には中里光典、岡本新吾らがいる。初出走は1978年10月8日の甲子園競輪場で初勝利も同日。1980年代にはS級選手として数々の特別競輪に出場した。
選手生活の晩年は日本競輪選手会の京都支部長も務めていたが、2013年12月26日の向日町競輪場第2R・A級チャレンジ一般戦4着をもって引退を表明し、2014年1月7日に選手登録消除。通算成績2907戦321勝。優勝20回。

## 京都向日町競輪場存続問題
京都向日町競輪場における大部分の施設は昭和40年代に建設されたもので既に老朽化しており、競輪事業の収益も好転することが予期できないとされ、事業存廃について検討するように求められたことから、京都府は2009年に田中敦仁関西学院大学教授を委員長とする『向日町競輪事業検討委員会』を設置した。
2009年当時、地元選手会の支部長であった八倉は「向日町競輪存廃問題検討委員会」へ出席し、競輪の売上が福祉に貢献していること、選手たちがプライドを持って戦っていることを涙ながらに訴えた。

## その他
- 趣味は書道。
- 弟子に酒井耕介（56期）、稲垣裕之（86期）ら現在S級で活躍する選手らがいる。